# Diocesi di Fargo
La diocesi di Fargo (in latino Dioecesis Fargensis) è una sede della Chiesa cattolica negli Stati Uniti d'America suffraganea dell'arcidiocesi di Saint Paul e Minneapolis. Nel 2023 contava 73.697 battezzati su 427.525 abitanti. È retta dal vescovo John Thomas Folda.

## Territorio
La diocesi comprende l'intera metà orientale del Dakota del Nord e più precisamente le contee di Cass, Richland, Sargent, Ransom, Dickey, LaMoure, Barnes, McIntosh, Logan, Kidder, Stutsman, Sheridan, Wells, Foster, Griggs, Steele, Traill, Grand Forks, Nelson, Eddy, Benson, Pierce, Rolette, Towner, Ramsey, McHenry, Bottineau, Cavalier, Walsh e Pembina.
Sede vescovile è la città di Fargo, dove si trova la cattedrale di Santa Maria (Cathedral of St. Mary).
Il territorio si estende su 91.030 km² ed è suddiviso in 129 parrocchie.

## Storia
La diocesi di Jamestown fu eretta da papa Leone XIII il 12 novembre 1889 con il breve Quae catholico nomini, ricavandone il territorio dal vicariato apostolico del Dakota, contestualmente eretto in diocesi con il nome di diocesi di Sioux Falls. In origine la diocesi comprendeva l'intero Stato del Dakota del Nord, che era stato elevato a Stato dell'Unione lo stesso anno.
Il 6 aprile 1897, in forza del breve Quum ex apostolico munere del medesimo papa, la sede vescovile è stata trasferita da Jamestown a Fargo, e la diocesi ha assunto il nome attuale.
Il 31 dicembre 1909 ha ceduto una porzione del suo territorio a vantaggio dell'erezione della diocesi di Bismarck.
Nel 1995 Jamestown è diventata una sede vescovile titolare della Chiesa cattolica.
Il 13 gennaio 2018 in forza del decreto Quo aptius della Congregazione per i vescovi ha ceduto la parrocchia di Lansford alla diocesi di Bismarck.

## Cronotassi dei vescovi
Si omettono i periodi di sede vacante non superiori ai 2 anni o non storicamente accertati.
- John Shanley † (15 novembre 1889 - 16 luglio 1909 deceduto)
- James O'Reilly † (24 giugno 1909 - 19 dicembre 1934 deceduto)
- Aloysius Joseph Muench † (10 agosto 1935 - 9 dicembre 1959 dimesso[1])
- Leo Ferdinand Dworschak † (23 febbraio 1960 - 8 settembre 1970 dimesso[2])
- Justin Albert Driscoll † (8 settembre 1970 - 19 novembre 1984 deceduto)
- James Stephen Sullivan † (29 marzo 1985 - 18 marzo 2002 dimesso)
- Samuel Joseph Aquila (18 marzo 2002 succeduto - 29 maggio 2012 nominato arcivescovo di Denver)[3]
- John Thomas Folda, dall'8 aprile 2013

## Statistiche
La diocesi nel 2023 su una popolazione di 427.525 persone contava 73.697 battezzati, corrispondenti al 17,2% del totale.
| anno | popolazione | popolazione | popolazione | presbiteri | presbiteri | presbiteri | presbiteri                | diaconi | religiosi | religiosi | parrocchie |
| anno | battezzati  | totale      | %           | numero     | secolari   | regolari   | battezzati per presbitero | diaconi | uomini    | donne     | parrocchie |
| ---- | ----------- | ----------- | ----------- | ---------- | ---------- | ---------- | ------------------------- | ------- | --------- | --------- | ---------- |
| 1950 | 75.734      | 408.873     | 18,5        | 167        | 145        | 22         | 453                       |         | 4         | 368       | 185        |
| 1966 | 100.168     | 386.748     | 25,9        | 192        | 167        | 25         | 521                       |         |           | 480       | 182        |
| 1970 | 103.345     | 386.748     | 26,7        | 161        | 140        | 21         | 641                       |         | 26        | 568       | 118        |
| 1976 | 97.727      | 372.983     | 26,2        | 154        | 124        | 30         | 634                       |         | 39        | 430       | 119        |
| 1980 | 101.111     | 387.000     | 26,1        | 146        | 120        | 26         | 692                       | 11      | 31        | 345       | 116        |
| 1990 | 101.823     | 398.520     | 25,6        | 128        | 104        | 24         | 795                       | 31      | 26        | 262       | 117        |
| 1999 | 98.915      | 391.000     | 25,3        | 162        | 153        | 9          | 610                       | 32      | 8         | 153       | 159        |
| 2000 | 98.915      | 391.000     | 25,3        | 122        | 112        | 10         | 810                       | 32      | 27        | 196       | 159        |
| 2001 | 98.960      | 391.000     | 25,3        | 120        | 110        | 10         | 824                       | 32      | 22        | 153       | 159        |
| 2002 | 99.868      | 391.000     | 25,5        | 137        | 128        | 9          | 728                       | 26      | 13        | 206       | 156        |
| 2003 | 87.730      | 374.969     | 23,4        | 131        | 122        | 9          | 669                       | 31      | 9         | 213       | 158        |
| 2004 | 84.190      | 374.256     | 22,5        | 135        | 128        | 7          | 623                       | 40      | 7         | 203       | 158        |
| 2006 | 82.891      | 379.821     | 21,8        | 127        | 118        | 9          | 652                       | 42      | 10        | 160       | 138        |
| 2013 | 73.657      | 402.000     | 18,3        | 116        | 107        | 9          | 634                       | 41      | 9         | 114       | 132        |
| 2016 | 71.548      | 412.669     | 17,3        | 119        | 111        | 8          | 601                       | 46      | 8         | 85        | 131        |
| 2019 | 73.434      | 421.288     | 17,4        | 113        | 106        | 7          | 649                       | 42      | 7         | 76        | 131        |
| 2021 | 69.658      | 421.135     | 16,5        | 107        | 100        | 7          | 651                       | 52      | 7         | 68        | 129        |
| 2023 | 73.697      | 427.525     | 17,2        | 108        | 102        | 6          | 682                       | 50      | 6         | 63        | 129        |